# Batalla dels Aubiers (1793)
La primera batalla dels Aubiers (1793) té lloc el 13 d'abril de 1793 durant la Revolta de La Vendée. Acaba amb la victòria dels Vendeans, que aporten la ciutat d'Aubiers a les forces republicanes.

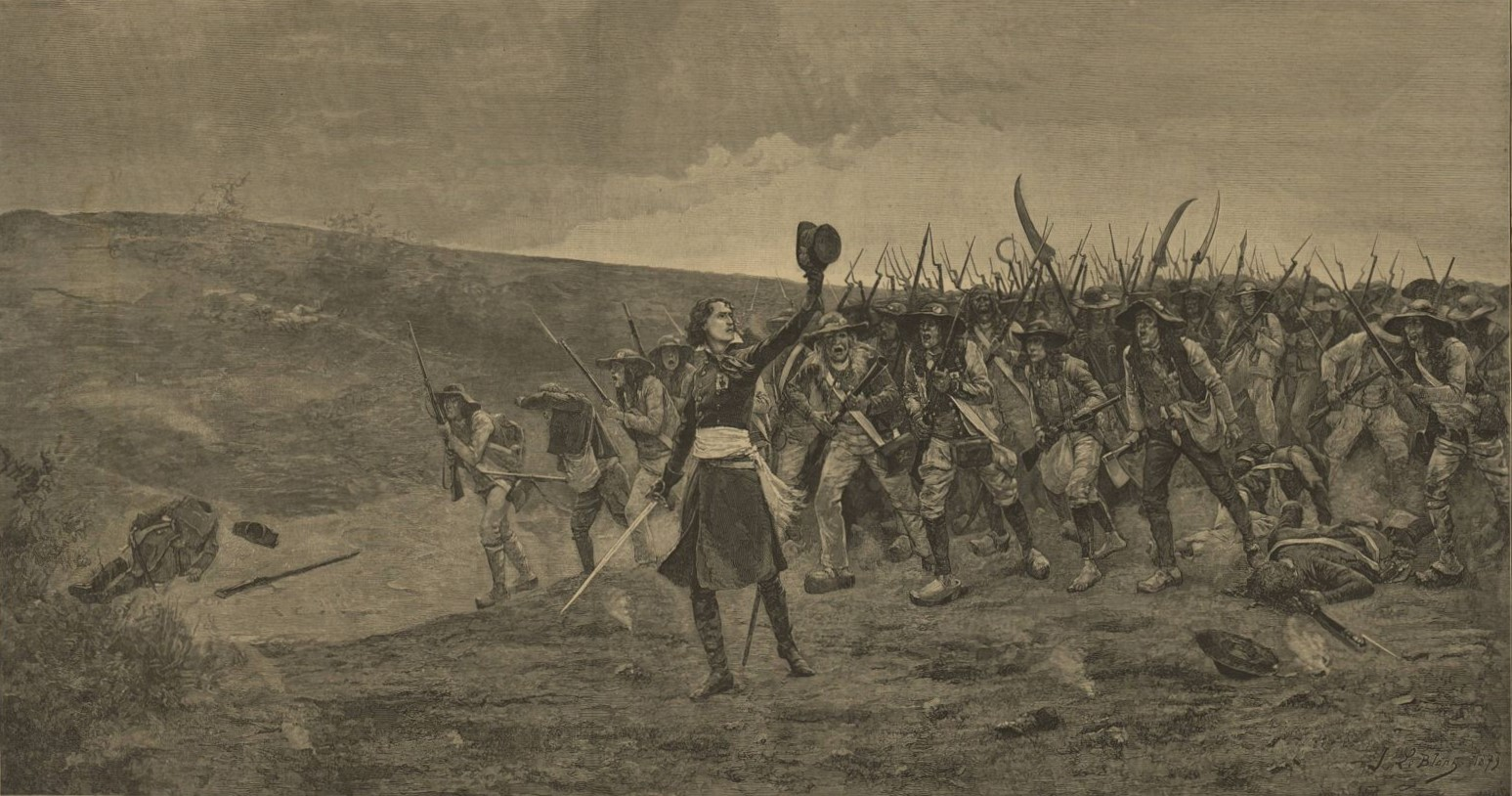
La Rochejaquelein, oli sobre tela de Julien Le Blant, 1879

## Preludi
El 2 d'abril de 1793, Henri de La Rochejaquelein va decidir unir-se a la insurrecció contra la levée en massa, preocupat pel decret que s'aplicava a totes les persones solteres de 18 a 40 anys. Inicialment, va intentar, a la rodalia de Saint-Aubin-de-Baubigné, convèncer els seus parcers perquè s'unissin a la revolta, però sense massa èxit. Mentre els Mauges estan en insurrecció, els Bressuirais encara es mantenen tranquils a principis d'abril, marcats per la repressió de la revolta d'agost de 1792.
Amb només una quarantena d'homes, La Rochejaquelein es va unir als insurgents angevins comandats per D'Elbée, Bonchamps i Stofflet i va oferir els seus serveis. Però els líders dels rebels, derrotats per les forces republicanes del general Berruyer, es troben en plena retirada contra Tiffauges i li responen que consideren la revolta condemnada al fracàs. La Rochejaquelein decideix llavors tornar al seu castell de la Durbelière. Tanmateix, el mateix dia, la columna republicana del general Quétineau, procedent de Bressuire, va arribar als Aubiers, on va dispersar una petita concentració3. Uns quants camperols es dirigeixen a La Durbelière i ofereixen a La Rochejaquelein el lideratge, prometent-li prop de 10.000 homes en la propera concentració. Va acceptar i l'endemà, el cornetí va sonar a les rodalies de Châtillon-sur-Sèvre i diversos milers de camperols es van reunir al castell de la Durbelière. En aquesta ocasió, La Rochejaquelein va pronunciar una arenga que va continuar sent famosa: "Si avanço, segueix-me; si faig un pas enrere, mata'm; si mor, venja'm!».

## Forces implicades
Menys del que es va anunciar, els insurrectes liderats per La Rochejaquelein eren al voltant de 3.000. Segons les memòries de la marquesa Victoire de Donnissan, només 200 estan armades amb rifles de caça, les altres només tenen pals, falques o falç. Al costat dels republicans, el general Pierre Quétineau mana 2.500 guàrdies nacionals1, amb tres canons.

## Procés
El 13 d'abril, els insurrectes van marxar cap a Les Aubiers. El general Quétineau desplega les seves tropes al "Champ des Justices", al sud del poble, i té vigies situats al campanar de l'església1. Per la banda de la Vendée, el progrés de la batalla és conegut pels records de la marquesa Victoire de Donnissan de La Rochejaquelein i pels d'un simple lluitador, Jacques Poirier.
Arribats a prop del poble, els insurgents segueixen un camí enfonsat que condueix a les Halles. Allà, La Rochejaquelein va dividir la seva tropa en dos grups: es va posar al capdavant del primer per atacar el Camp de Justícia, mentre que l'altre va haver de desplaçar-se cap a Nueil per tallar la retirada de l'adversari. Amagats darrere de les bardisses, els insurgents van començar llavors a envoltar els republicans, cridant "Visca el rei!" Altres combatents, inclòs La Rochejaquelein amb una dotzena dels millors tiradors, ocupen posicions a cases i jardins. Reconegut com un expert tirador, La Rochejaquelein va llançar 200 trets amagades darrere d'una bardissa, els seus companys li van passar rifles completament carregats.
Difícil de veure l'enemic, Quétineau va ordenar a les seves tropes que tornessin a caure al cementiri, que tenia altes parets. Les armes també es posicionen per prendre el carrer principal seguidament. Tanmateix, aquesta aparent retirada va galvanitzar els camperols, mentre la moral dels republicans es va afeblir, sobretot quan explotava una caixa de polvora. De sobte, els insurrectes es van llançar sobre els republicans i se'n van emportar els canons. Sorpresos, els homes de Quétineau s'espanten i tornen a desordenar-se a Bressuire. El grup, després d'haver-se posicionat a Nueil, va sortir a la seva recerca i només es va aturar a dues llegües de la ciuta.

## Pèrdues
Segons Pierre Quétineau, les pèrdues de les seves tropes són de gairebé 30 morts i 52 ferits. La marquesa Victoire de Donnissan de La Rochejaquelein, per la seva banda, afirma a les seves memòries que els republicans han matat 70 persones, un nombre més gran de ferits i abandonen els seus dos canons. Émile Gabory evoca 70 morts i tres canons perduts del costat dels republicans. Les memòries anònimes d'un administrador militar donen pèrdues de 130 morts o ferits i tres canons perduts.
Per a Thérese Rouchette, els republicans van abandonar un canó i dues colebrines, a més de dos barrils de pólvora, diversos caixons de munició, 1.200 rifles i 28 cotxes de subministrament diversos. En el seu informe al ministre, el general Berruyer també informa de la pèrdua de tres canons petits, però especifica que els homes de Quétineau van tenir temps de fixar-los. Per la banda de la Vendée, les pèrdues són molt baixes segons la marquesa de La Rochejaquelein. Els ferits van ser col·locats en tres carros que es van portar a Châtillon-sur-Sèvre.

## Conseqüències
La Rochejaquelein no persegueix Quétineau a Bressuire, sinó que es dirigeix immediatament cap a Tiffauges, d'on marxa per reforçar l'exèrcit d'Anjou, en dificultats. Si el reforç que aporta als homes és modest, el subministrament de pólvora i municions, que els insurgents manquen molt, és, en canvi, decisiu. La victòria de La Rochejaquelein a Les Aubiers va frustrar l'ofensiva de Berruyer a les Mauges.